# نوویامورزینو
نوویامورزینو (به لاتین: Novoyamurzino) یک منطقهٔ مسکونی در روسیه است که در باشقیرستان واقع شده‌است.